# Bernard Mauchien
Bernard Mauchien (Elsene, 26 oktober 1954) is een Belgisch voormalig hockeyer.

## Levensloop
Mauchien was actief bij Royal Léopold HC. Met deze club werd hij in seizoen 1978-'79 landskampioen.
Daarnaast maakte hij deel uit van het Belgisch hockeyteam, waarmee hij onder meer deelnam aan de Olympische Zomerspelen van 1976.